# Herman Dijk

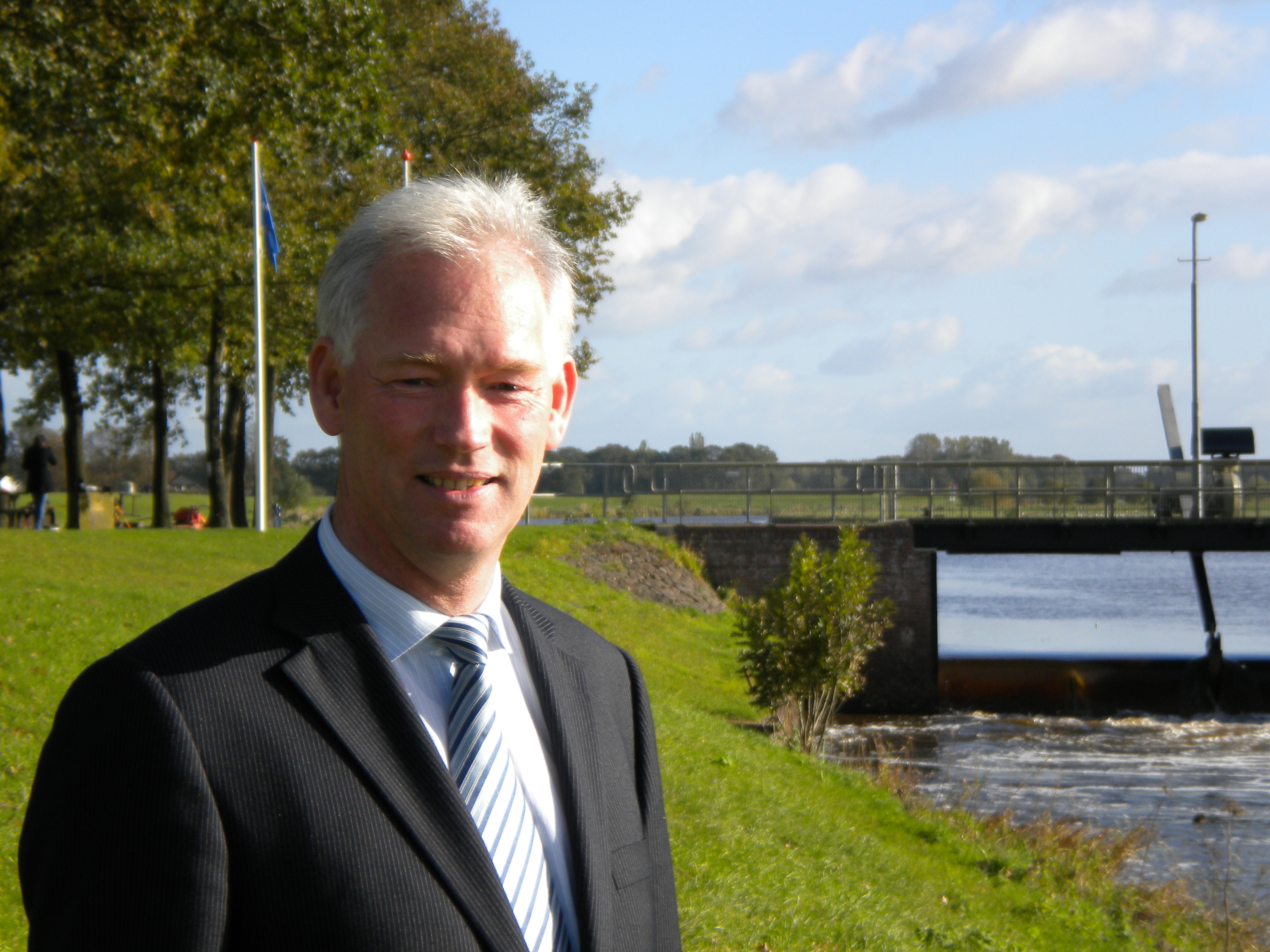
Herman Dijk bij de Vecht in 2011

H.H.G. (Herman) Dijk (Dordrecht, 28 november 1955 – 20 augustus 2019) was een Nederlands bestuurder. Van januari 2016 tot zijn overlijden was hij dijkgraaf van het waterschap Drents Overijsselse Delta. Dijk was afkomstig van de provincie Noord-Brabant waar hij werkzaam was als directeur Economie en Mobiliteit. Daarvoor was hij werkzaam in diverse functies bij het ministerie van Verkeer en Waterstaat, laatstelijk in de functie van plaatsvervangend directeur-generaal Water. Herman Dijk heeft civiele techniek gestudeerd aan de Technische Universiteit Delft.
Bij waterschap Groot Salland in de provincie Overijssel was hij, als opvolger van Sybe Schaap, dijkgraaf van februari 2010 tot december 2015. Nadat besloten was tot het samenvoegen van de waterschappen Groot Salland en Reest en Wieden, werd Dijk benoemd tot voorzitter van het nieuwe Waterschap Drents Overijsselse Delta. Dijk was ook voorzitter van de Nederlandse Gemalen Stichting.